# Синжерея
Синжерея (рум. Singerei, Сынжерей) — місто в Молдові, центр Синжерейського району. Розташований приблизно за 25 км на південний схід від Бельц.
З 1944 по 1991 рік населений пункт називався Лазовськ (на честь Сергія Лазо) і мав статус селища міського типу.

## Відомі особистості
В поселенні народились:
- Антон Кріхан (1893—1993) — бессарабський політичний і громадський діяч, економіст, публіцист, професор.
- Йон Хадирке (* 1949) — молдовський письменник і політичний діяч.